# Associazione Calcio Legnano 1971-1972
Questa pagina raccoglie le informazioni riguardanti l'Associazione Calcio Legnano nelle competizioni ufficiali della stagione 1971-1972.

## Stagione

Walter Novellino, al Legnano dal 1970 al 1972

I problemi di bilancio continuano a interessare il Legnano anche per questa stagione. Per tale motivo, viene ripetuta la strategia del campionato precedente, con la cessione dei giocatori migliori e l'acquisto di giovani di belle speranze. Sono venduti il difensore Pierluigi Frosio e il centrocampista Giorgio Campagna, a fronte dell'acquisto del difensore Alessandro Cribbio e dei centrocampisti Potito Pota, Enrico Cannata e Walter Novellino. Quest'ultimo, in particolare, avrà in seguito un'importante carriera in Serie A.
Nella stagione 1971-1972 il Legnano disputa il girone A della Serie C, in cui ottiene il nono posto in classifica con 39 punti in coabitazione col Padova, a 12 lunghezze dal Lecco capolista e a 7 punti dalla zona retrocessione. Dopo una buona partenza i Lilla scivolano, a fine novembre, al penultimo posto in graduatoria. Il presidente Augusto Terreni corre ai ripari riportando in lilla il difensore Oscar Lesca e acquistando l'attaccante Luciano Zapparoli. Con i nuovi innesti, il Legnano risale gradualmente la classifica, salvandosi senza grossi problemi. L'unica nota stonata è l'attacco, che è caratterizzato, per l'ennesima volta, da una scarsa vena realizzativa.

## Divise
| Casa |

## Organigramma societario
Area direttiva
- Presidente: Augusto Terreni

Area tecnica
- Allenatore: Luciano Sassi

## Rosa
| N. |                   | Ruolo | Calciatore             |
| -- | ----------------- | ----- | ---------------------- |
|    | Italia (bandiera) | C     | Gianangelo Bettinelli  |
|    | Italia (bandiera) | P     | Piero Binelli          |
|    | Italia (bandiera) | D     | Roberto Bodina         |
|    | Italia (bandiera) | A     | Arturo Bosani          |
|    | Italia (bandiera) | C     | Enrico Cannata         |
|    | Italia (bandiera) | A     | Romualdo Capocci       |
|    | Italia (bandiera) | A     | Salvatore Cascella     |
|    | Italia (bandiera) | P     | Pier Luigi Castellazzi |
|    | Italia (bandiera) | D     | Alessandro Cribbio     |
|    | Italia (bandiera) | D     | Natale Lamera          |

| N. |                   | Ruolo | Calciatore          |
| -- | ----------------- | ----- | ------------------- |
|    | Italia (bandiera) | D     | Oscar Lesca         |
|    | Italia (bandiera) | A     | Giancarlo Mongitore |
|    | Italia (bandiera) | C     | Augusto Nomirelli   |
|    | Italia (bandiera) | C     | Walter Novellino    |
|    | Italia (bandiera) | C     | Potito Pota         |
|    | Italia (bandiera) | D     | Riccardo Talarini   |
|    | Italia (bandiera) | D     | Ettorino Valentini  |
|    | Italia (bandiera) | C     | Giuseppe Zanelli    |
|    | Italia (bandiera) | C     | Paolo Zanfagnin     |
|    | Italia (bandiera) | A     | Luciano Zapparoli   |

## Risultati

### Serie C (girone A)

#### Girone d'andata
| Arbitro: | Scolari (Verona) |

|                   |           |               |
| Stevan 39’ (rig.) | Marcatori | 64’ Nomirelli |

| Arbitro: | Barboni (Firenze) |

|            |           |  |
| Bosani 86’ | Marcatori |  |

| Arbitro: | Perissinotto (Venezia) |

|              |           |  |
| Guidetti 41’ | Marcatori |  |

| Busto Arsizio 3 ottobre 1971 4ª giornata | Legnano          | 0 – 0 | Rovereto | Stadio Comunale\| Arbitro: \| Borghesi (Forlì) \| |
| Arbitro:                                 | Borghesi (Forlì) |       |          |                                                   |

| Arbitro: | Iseppi (San Donà di Piave) |

|                          |           |  |
| Gabetto 32’ Giordano 70’ | Marcatori |  |

| Arbitro: | Vannucchi (Bologna) |

|                             |           |                                          |
| Nomirelli 80’ Mongitore 88’ | Marcatori | 18’ Geremia 52’ Bellotto 63’ Castiglioni |

| Arbitro: | Baciucchi (Roma) |

|            |           |  |
| Bosani 52’ | Marcatori |  |

| Arbitro: | Vaccaro (Torino) |

|            |           |  |
| Bordon 86’ | Marcatori |  |

| Arbitro: | Schena (Foggia) |

|               |           |            |
| Mongitore 81’ | Marcatori | 36’ Badari |

| Arbitro: | Testuzza (Genova) |

|              |           |  |
| Guarneri 84’ | Marcatori |  |

| Legnano 21 novembre 1971 11ª giornata | Legnano          | 0 – 0 | Derthona | Stadio Comunale\| Arbitro: \| Tempio (Catania) \| |
| Arbitro:                              | Tempio (Catania) |       |          |                                                   |

| Arbitro: | De Fazio (Torino) |

|                        |           |               |
| Rigo 18’ Gagliazzo 52’ | Marcatori | 90’ Zapparoli |

| Arbitro: | Clerico (Chiavari) |

|                          |           |                    |
| Bosani 28’ Zapparoli 38’ | Marcatori | 40’ (rig.) Boscolo |

| Trento 12 dicembre 1971 14ª giornata | Trento           | 0 – 0 | Legnano | Stadio Briamasco\| Arbitro: \| Cesari (Bologna) \| |
| Arbitro:                             | Cesari (Bologna) |       |         |                                                    |

| Legnano 19 dicembre 1971 15ª giornata | Legnano           | 0 – 0 | Savona | Stadio Comunale\| Arbitro: \| Sancini (Bologna) \| |
| Arbitro:                              | Sancini (Bologna) |       |        |                                                    |

| Arbitro: | Chiapponi (Livorno) |

|             |           |               |
| Nissoli 90’ | Marcatori | 75’ Mongitore |

| Legnano 9 gennaio 1972 17ª giornata | Legnano            | 0 – 0 | Lecco | Stadio Comunale\| Arbitro: \| Monforte (Palermo) \| |
| Arbitro:                            | Monforte (Palermo) |       |       |                                                     |

| Vercelli 16 gennaio 1972 18ª giornata | Pro Vercelli     | 0 – 0 | Legnano | Stadio Leonida Robbiano\| Arbitro: \| Fuschi (Pescara) \| |
| Arbitro:                              | Fuschi (Pescara) |       |         |                                                           |

| Arbitro: | Abati (Livorno) |

|                        |           |  |
| Bosani 59’ Capocci 85’ | Marcatori |  |

#### Girone di ritorno
| Arbitro: | Chiozza (Genova) |

|                                            |           |                                 |
| Cornaro 8’ (aut.) Mongitore 48’ Bodina 89’ | Marcatori | 20’ Thiella 53’ (rig.) Burlando |

| Alessandria 6 febbraio 1972 21ª giornata | Alessandria        | 0 – 0 | Legnano | Stadio Giuseppe Moccagatta\| Arbitro: \| Sgherri (Grosseto) \| |
| Arbitro:                                 | Sgherri (Grosseto) |       |         |                                                                |

| Legnano 13 febbraio 1972 22ª giornata | Legnano        | 0 – 0 | Verbania | Stadio Comunale\| Arbitro: \| Marti (Napoli) \| |
| Arbitro:                              | Marti (Napoli) |       |          |                                                 |

| Arbitro: | Lanzetti (Viterbo) |

|              |           |              |
| Nardello 40’ | Marcatori | 6’ Mongitore |

| Arbitro: | Menicucci (Firenze) |

|               |           |          |
| Novellino 32’ | Marcatori | 5’ Bosca |

| Arbitro: | Grassi (Savona) |

|            |           |            |
| Foglia 40’ | Marcatori | 62’ Bodina |

| Arbitro: | Toso (Grado) |

|                         |           |                   |
| Mazzoleri 28’, 73’, 86’ | Marcatori | 76’ (rig.) Bosani |

| Arbitro: | Baldoni (Ancona) |

|                   |           |                   |
| Bosani 61’ (rig.) | Marcatori | 70’ (rig.) Bordon |

| Arbitro: | F. Lattanzi (Macerata) |

|               |           |  |
| Bellinazzi 7’ | Marcatori |  |

| Legnano 16 aprile 1972 29ª giornata | Legnano                   | 0 – 0 | Cremonese | Stadio Comunale\| Arbitro: \| Turiano (Reggio Calabria) \| |
| Arbitro:                            | Turiano (Reggio Calabria) |       |           |                                                            |

| Tortona 23 aprile 1972 30ª giornata | Derthona      | 0 – 0 | Legnano | Stadio Fausto Coppi\| Arbitro: \| Sansò (Lecce) \| |
| Arbitro:                            | Sansò (Lecce) |       |         |                                                    |

| Legnano 30 aprile 1972 31ª giornata | Legnano          | 0 – 0 | Belluno | Stadio Comunale\| Arbitro: \| Cesari (Bologna) \| |
| Arbitro:                            | Cesari (Bologna) |       |         |                                                   |

| Arbitro: | De Fazio (Torino) |

|  |           |               |
|  | Marcatori | 43’ Mongitore |

| Arbitro: | Borghesi (Forlì) |

|            |           |  |
| Bosani 35’ | Marcatori |  |

| Arbitro: | Artico (Padova) |

|               |           |            |
| Governato 57’ | Marcatori | 73’ Bosani |

| Arbitro: | Lupi (Genova) |

|               |           |  |
| Mongitore 56’ | Marcatori |  |

| Arbitro: | V. Lattanzi (Roma) |

|                                   |           |            |
| Jaconi 23’ Marchi 35’ Giavara 66’ | Marcatori | 38’ Bosani |

| Arbitro: | Clerico (Chiavari) |

|            |           |  |
| Bosani 43’ | Marcatori |  |

| Arbitro: | Marino (Taranto) |

|  |           |                                 |
|  | Marcatori | 80’ (rig.) Bosani 89’ Mongitore |

## Statistiche

### Statistiche di squadra
| Competizione | Punti | Totale | Totale | Totale | Totale | Totale | Totale | DR |
| Competizione | Punti | G      | V      | N      | P      | Gf     | Gs     | DR |
| ------------ | ----- | ------ | ------ | ------ | ------ | ------ | ------ | -- |
| Serie C      | 39    | 38     | 10     | 19     | 9      | 28     | 28     | 0  |

### Statistiche dei giocatori
| Giocatore      | Serie C  | Serie C |
| Giocatore      | Presenze | Reti    |
| -------------- | -------- | ------- |
| G. Bettinelli  | 3        | 0       |
| P. Binelli     | 12       | 0       |
| R. Bodina      | 34       | 2       |
| A. Bosani      | 36       | 11      |
| E. Cannata     | 1        | 0       |
| R. Capocci     | 36       | 1       |
| S. Cascella    | 9        | 0       |
| P. Castellazzi | 27       | 0       |
| A. Cribbio     | 31       | 0       |
| S. Lamera      | 13       | 0       |
| O. Lesca       | 28       | 0       |
| G. Mongitore   | 38       | 8       |
| A. Nomirelli   | 23       | 2       |
| W. Novellino   | 37       | 1       |
| P. Pota        | 30       | 0       |
| R. Talarini    | 33       | 0       |
| E. Valentini   | 14       | 0       |
| G. Zanelli     | 8        | 0       |
| P. Zanfagnin   | 5        | 0       |
| L. Zapparoli   | 7        | 2       |